# Tiquipaya (Andrés Ibáñez)
Tiquipaya es una localidad de Bolivia, ubicada en las tierras bajas del país. Administrativamente se encuentra en el Distrito 4 del municipio de El Torno de la provincia de Andrés Ibáñez en el departamento de Santa Cruz.
Tiquipaya se encuentra a una altitud de 584 m s. n. m. en la margen derecha del río Piraí entre las localidades Jorochito y Tarumá.

## Geografía
Tiquipaya se encuentra en el clima de sabana tropical en el borde oriental de la Cordillera Oriental de los Andes. La región estaba cubierta por bosques monzónicos tropicales antes de su urbanización, pero ahora es en gran parte tierra cultivada.
La temperatura promedio promedio de la región es de 24 °C, la precipitación anual es de 950 mm. Las temperaturas medias mensuales fluctúan entre 20 °C en julio y 26 °C en diciembre y enero, las precipitaciones mensuales son abundantes de noviembre a marzo y superan los 100 mm, el clima de junio a septiembre es árido con precipitaciones inferiores a 40 mm.

## Transporte
Tiquipaya se ubica a una distancia de 47 kilómetros por carretera al suroeste de Santa Cruz de la Sierra, la capital del departamento.
Desde el centro de Santa Cruz, la carretera nacional asfaltada Ruta 7 discurre como la Avenida Grigotá de cuatro carriles en dirección suroeste, pasando por las localidades de El Carmen, La Guardia y El Torno hasta Limoncito, y más adelante por La Angostura, Samaipata y Comarapa hasta llegar a Cochabamba.

## Demografía
La población de la localidad se ha más que duplicado en las últimas dos décadas:
| Año  | Habitantes | Fuente |
| ---- | ---------- | ------ |
| 1992 | 849        | censo  |
| 2001 | 1423       | censo  |
| 2012 | 1883       | censo  |

Debido a la historia migratoria de la población, la región tiene una proporción importante de población quechua, ya que en el municipio de El Torno el 27,7 por ciento de la población habla quechua.